# Serjania brachycarpa
Serjania brachycarpa là một loài thực vật có hoa trong họ Bồ hòn. Loài này được A. Gray ex Radlk. miêu tả khoa học đầu tiên năm 1875.